# Phenacoccus gypsophilae
Phenacoccus gypsophilae är en insektsart som beskrevs av Hall 1927. Phenacoccus gypsophilae ingår i släktet Phenacoccus och familjen ullsköldlöss. Inga underarter finns listade i Catalogue of Life.